# Convolvulus jeffreyi
Convolvulus jeffreyi är en vindeväxtart som beskrevs av Bernard Verdcourt. Convolvulus jeffreyi ingår i släktet vindor, och familjen vindeväxter. Inga underarter finns listade i Catalogue of Life.